# Carlos Manuel Castillo Morales
Carlos Manuel Castillo Morales (San José, 19 de diciembre de 1928 - Curridabat, 20 de febrero de 1999) fue un economista y político costarricense. Ejerció cargos como el de Ministro de Economía de 1971 a 1972, Primer Vicepresidente de la República en la administración de Daniel Oduber Quirós, diputado en el período 1978-1982 y presidente del Banco Central en los períodos 1982-1984 y 1994-1995. Fue además candidato presidencial del Partido Liberación Nacional en las elecciones presidenciales de 1990.

## Biografía
Castillo inició su carrera política en su juventud como miembro del grupo Acción Demócrata, del sindicato de trabajadores Rerum Novarum y luego militante del Partido Social Demócrata. Militó también en el Partido Liberación Nacional desde la fundación de éste en 1951 e incluso ejerció la presidencia de esta agrupación política. Fue precandidato presidencial en cinco ocasiones sin embargo perdió siempre las elecciones internas, hasta la Convención Nacional Liberacionista de 1989 en donde venció a Rolando Araya Monge convirtiéndose así en candidato liberacionista pero perdiendo las elecciones de 1990 ante Rafael Calderón Fournier del democristiano Partido Unidad Social Cristiana.

## Fallecimiento
Falleció en Curridabat, el 20 de febrero de 1999 a los 70 años de edad en el cáncer.
| Precedido por: Sigurd Koberg Van Patten 1974-1978 | Diputado de la Asamblea Legislativa de Costa Rica (9.º puesto por San José) 1978-1982 | Sucedido por: Orlando Granados Ramírez 1982-1986 |